# Battaglia di Algeri (1957)
La battaglia di Algeri fu combattuta ad Algeri nel 1957 nell'ambito della guerra d'Algeria e oppose la 10ª divisione dei paracadutisti dell'esercito francese agli indipendentisti algerini del Fronte di Liberazione Nazionale della Zona autonoma di Algeri. Essa consistette inizialmente in una guerriglia urbana da parte del Fronte di Liberazione Nazionale alla quale seguì una campagna di attentati terroristici contro la popolazione civile algerina da parte di gruppi pieds-noirs. Di fronte ai disordini, le autorità civili assegnarono l'incarico al generale Jacques Massu di smantellare le basi del Fronte di Liberazione Nazionale nella città, compito concluso con successo mediante l'uso di metodi come la tortura e le sparizioni, che provocarono accese polemiche nell'opinione pubblica nella Francia metropolitana.

## Preludio
Nel marzo 1955, Rabah Bitat, capo del FLN ad Algeri, fu arrestato dai francesi. Abane Ramdane, recentemente liberato dal carcere, è stato inviato dalla Cabilia per prendere in mano la direzione politica della città. In breve tempo Ramdane riuscì a far rivivere l’FLN ad Algeri. Il 20 agosto 1955, scoppiò la violenza intorno a Philippeville, intensificando drasticamente il conflitto.
Nel 1956, la "questione algerina" doveva essere discussa alle Nazioni Unite. Durante l'estate del 1956, a Belgrado e Roma ebbero luogo negoziati segreti tra i separatisti francesi e algerini.
I "Pied-noirs" iniziarono ad organizzarsi in un gruppo paramilitare sotto André Achiary, ex ufficiale del SDECE e sottoprefetto del Constantinois al tempo del massacro di Sétif.

## Prima fase

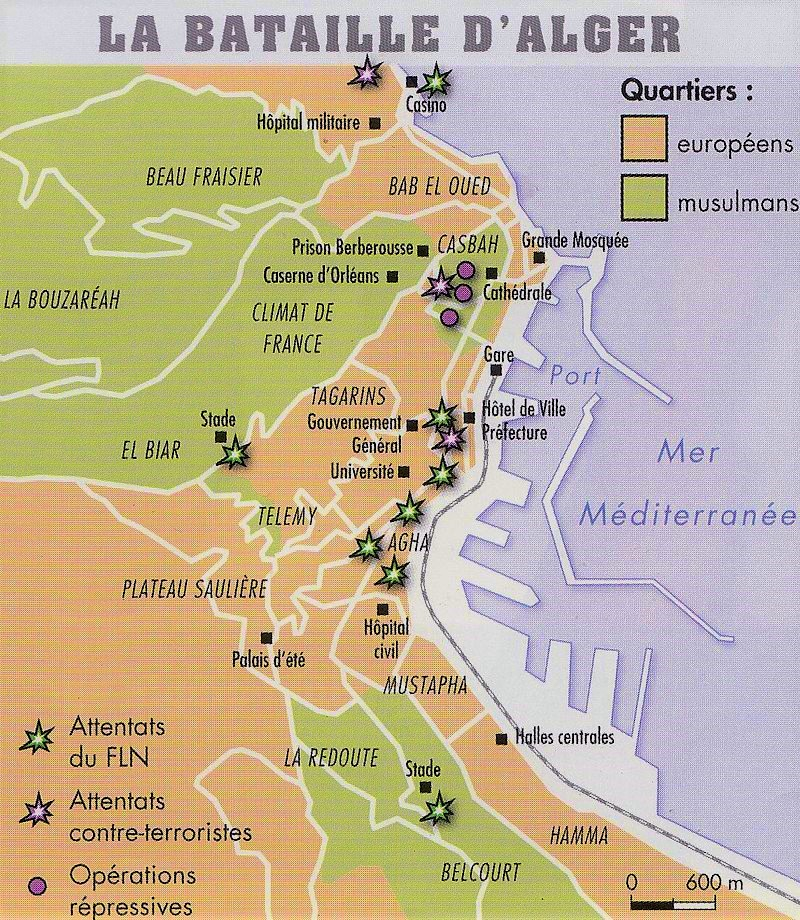
Mappa di Algeri che mostra: quartieri musulmani (verde), quartieri europei (arancione) e attacchi del FLN e contrattacchi

Il 19 giugno 1956 due prigionieri dell'FLN furono giustiziati dalla ghigliottina nella prigione di Barberousse. Abane Ramdane ordinò rappresaglie immediate contro i francesi e a Yacef Saâdi, che aveva assunto il comando ad Algeri dopo l'arresto di Bitat, fu ordinato di "abbattere qualsiasi europeo, dai 18 ai 54 anni. Niente donne, niente bambini, niente anziani". Sono seguiti una serie di attacchi casuali nella città con 49 civili uccisi dall'FLN tra il 21 e il 24 giugno.
La notte del 10 agosto 1956, aiutato dai membri dell'Union française nord-africaine di Robert Martel, Achiary piazzò una bomba a Thèbes Road nella Casbah mirato contro l'FLN responsabile della sparatoria di giugno, l'esplosione ha ucciso 73 residenti.
A settembre, alla conferenza di Soummam, l'FLN ha adottato una politica di terrorismo indiscriminato. A Larbi Ben M'Hidi e Yacef Saâdi fu ordinato di prepararsi per un'offensiva.
I colloqui di pace si sono interrotti e il governo di Guy Mollet ha posto fine alla politica dei negoziati. Ben M'Hidi ha deciso di estendere le azioni terroristiche alle città europee in modo da toccare più popolazioni urbane, in particolare la borghesia araba, e di utilizzare Algeri per pubblicizzare la sua causa nella Francia metropolitana e nella comunità internazionale.
Yacef Saâdi ha proceduto alla creazione di un'organizzazione con sede all'interno della Casbah. La sera del 30 settembre 1956, tre militanti dell'FLN reclutate da Yacef Saâdi, Djamila Bouhired, Zohra Drif e Samia Lakhdari, effettuarono la prima serie di attentati contro tre obiettivi civili in Europa. Algeri. Le bombe al Milk Bar Café in Place Bugeaud e alla Cafeteria in Rue Michelet hanno ucciso 3 persone e ne hanno ferite 50, mentre la bomba al capolinea dell'Air France non è esplosa a causa di un timer difettoso.
Il 22 ottobre 1956, un aereo marocchino DC-3 che trasportava il personale degli affari esteri dell'FLN da Rabat a Tunisi per una conferenza con il presidente Bourguiba e il Sultano del Marocco fu ri- diretto ad Algeri. Hocine Aït Ahmed, Ahmed Ben Bella, Mohammed Boudiaf, Mohamed Khider e Mostefa Lacheraf sono stati arrestati.
A dicembre, il generale Raoul Salan è stato promosso comandante in capo dell'esercito algerino. Salan era esperto nella teoria della controinsurrezione; scelse come suoi luogotenenti i veterani della Prima guerra d'Indocina, in particolare il generale André Dulac, il colonnello Goussault (operazioni psicologiche), il generale Robert Allard e il tenente colonnello Roger Trinquier . Da parte dell'FLN, alla fine del 1956 fu presa la decisione di intraprendere una prolungata campagna di terrorismo urbano intesa a dimostrare che l'autorità dello stato francese non si estendeva ad Algeri, la città più grande dell'Algeria. Abane Ramdane credeva che tale campagna sarebbe stata il "Dien Bien Phu algerino" che avrebbe costretto i francesi a lasciare l'Algeria. Si è deciso di prendere di mira deliberatamente il "pied-noir" ' cittadini come un modo per spezzare il potere francese, come afferma una direttiva dell'FLN: "Una bomba che causa la morte di dieci persone e ne ferisce altre cinquanta equivale, sul piano psicologico, alla perdita di un battaglione francese".
Il 28 dicembre 1956, un attivista dell'FLN Ali la Pointe assassinò Amédé Froger, sindaco di Boufarik e presidente della Federazione dei sindaci dell'Algeria, davanti alla sua casa. Il giorno successivo una bomba esplose nel cimitero dove doveva essere sepolto Froger; I civili europei infuriati hanno risposto effettuando attacchi di vendetta casuali ("ratonnade"), uccidendo quattro musulmani e ferendone 50.

### L'esercito prende il sopravvento
Il 7 gennaio 1957, il governatore generale Robert Lacoste convocò il generale Salan e il generale Massu, comandante della 10ª divisione paracadutisti (10e DP), e spiegò che, poiché le forze di polizia di Algeri non erano in grado di trattare con l'FLN e di controllare i "Pied-noirs", a Massu doveva essere attribuita la piena responsabilità del mantenimento dell'ordine ad Algeri.
Il 10e DP, forte di 5 000 uomini, era appena tornato dalla Campagna di Suez. Un'unità d'élite, era comandata da molti veterani della guerra dell'Indocina, tra cui i colonnelli Marcel Bigeard, Roger Trinquier, Fossey-François e Yves Godard ( capo di stato maggiore), tutti esperti nella controinsurrezione e nella guerra rivoluzionaria e determinati a evitare un'altra sconfitta.
Oltre al 10e DP, le forze di Massu includevano:
- Polizia (1 100 uomini)
- la DST (agenzia di intelligence nazionale)
- il SDECE (agenzia di intelligence esterna)
- il 11º Reggimento Paracadutisti Choc (11e Choc) (1 000 uomini)
- il 9° Zouave Reggimento (con sede nella Casbah)
- il 5° Chasseurs d'Afrique Reggimento (350 truppe di cavalleria corazzata)
- il 25º Reggimento Dragoni (400 uomini)
- due distaccamenti di intervento e ricognizione (650 uomini)
- 55 gendarmi
- le Compagnies républicaines de sécurité (920 uomini)
- le Unités territoriales (1 500 uomini), composte principalmente da Pied-Noirs e guidate dal colonnello Jean-Robert Thomazo

Il prefetto Serge Baret ha firmato una delega di poteri al generale Massu, stabilendo che:

### Dislocamento e risposta
Il 10e DP venne schierato ad Algeri la settimana successiva. La città era stata divisa in quadrati secondo un sistema noto come quadrigliaggio, ciascuno assegnato a un comando di reggimento. Le truppe hanno isolato ogni sezione, stabilito posti di blocco e condotto perquisizioni casa per casa in tutta la loro area di responsabilità. Un'unità dell'11e Choc ha fatto irruzione nel quartier generale della Sûreté e ha portato via tutti i file sui sospetti dell'FLN, quindi ha proceduto a condurre arresti di massa.
Nel pomeriggio di sabato 26 gennaio, agenti donne dell'FLN hanno nuovamente piazzato bombe ad Algeri europea; gli obiettivi erano l'Otomatic di rue Michelet, la Caffetteria e la brasserie Coq-Hardi. Le esplosioni uccisero 4 persone e ne ferirono 50 e un algerino nativo fu ucciso dai "Pied-Noirs" per rappresaglia.
Alla fine di gennaio l'FLN ha indetto uno sciopero generale di 8 giorni in tutta l'Algeria a partire da lunedì 28 gennaio. Lo sciopero sembrava essere un successo, con la maggior parte dei negozi algerini rimasti chiusi, i lavoratori che non si presentavano e i bambini che non frequentavano la scuola. Tuttavia Massu dispiegò presto le sue truppe e utilizzò auto blindate per aprire le saracinesche d'acciaio dei negozi mentre i camion dell'esercito radunavano lavoratori e scolari e li costringevano a frequentare il lavoro e gli studi. Nel giro di pochi giorni lo sciopero fu interrotto. I bombardamenti tuttavia continuarono e a metà febbraio agenti donne dell'FLN si stabilirono bombe allo Stadio Comunale e allo Stadio El-Biar di Algeri uccidendo 10 persone e ferendone 45. Dopo aver visitato Algeri, il ministro della difesa Maurice Bourgès-Maunoury, chiaramente scioccato, ha detto al generale Massu dopo la bombardamenti: "Dobbiamo finire queste persone!".

### Battaglia della Casbah
La Casbah cadde sotto il controllo di Bigeard e del suo 3º reggimento paracadutisti coloniali (3e RPC).
Mentre le donne non erano state precedentemente perquisite ad Algeri; in seguito all'esplosione di Coq Hardi uno dei camerieri ha identificato l'attentatore in una donna. Di conseguenza, le donne sospettate sono state successivamente perquisite con metal detector o fisicamente, limitando la capacità dell'FLN di continuare la campagna di bombardamenti dalla Casbah. A febbraio le truppe di Bigeard catturarono il trasportatore di bombe di Yacef, che sotto interrogatorio estremo diede l'indirizzo della fabbrica di bombe a 5 Impasse de la Grenade. Il 19 febbraio il 3e RPC ha fatto irruzione nella fabbrica di bombe trovando 87 bombe, 70 kg di esplosivi, detonatori e altro materiale. L'organizzazione di Yacef per la fabbricazione di bombe all'interno della Casbah era stata distrutta.

## Intelligence, torture ed esecuzioni sommarie
Nel frattempo, Godard aveva tracciato la struttura operativa dell'FLN ad Algeri con il suo "organigramma", ogni arresto e ogni interrogatorio rivelavano nuove cellule organizzative.
Trinquier gestiva una rete di raccolta di informazioni in tutta la città chiamata Dispositif de Protection Urbaine (DPU) che divideva Algeri in settori, sottosettori, blocchi ed edifici, ciascuno numerato individualmente. Per ogni blocco un fidato veterano dell'esercito musulmano francese è stato nominato guardiano del blocco responsabile di segnalare tutte le attività sospette nel suo blocco. Molti di questi responsabili sarebbero stati assassinati dal FLN.
Edward Behr stima che il 30-40% della popolazione maschile della Casbah sia stata arrestata ad un certo punto durante la battaglia. Questi arresti avvenivano generalmente di notte in modo che eventuali nomi rivelati durante l'interrogatorio potessero essere raccolti prima della revoca del coprifuoco al mattino. I sospettati sarebbero poi stati consegnati al Détachement Operationnel de Protection (DOP) per l'interrogatorio, dopodiché sarebbero stati rilasciati o trasferiti a un centre d'hebergement per ulteriori interrogatori.
Durante la battaglia venne istituzionalizzato l'uso della tortura da parte delle forze di sicurezza francesi, le cui tecniche spaziavano dalle percosse, all'elettroshock (il gegene), al waterboarding, alla violenza sessuale e allo stupro. L'uso della tortura non era limitato ai nativi algerini: vi furono sottoposti anche alcuni simpatizzanti dell'FLN francese. Maurice Audin, un professore universitario comunista, è stato arrestato dal Paras l'11 giugno con l'accusa di aver ospitato e aiutato agenti dell'FLN; dopo che Henri Alleg, il redattore comunista di Alger républicain, è stato arrestato dai Paras nell'appartamento di Audin il giorno successivo gli è stato detto da Audin che era stato torturato. Audin non fu mai più visto e si ritiene che sia morto durante l'interrogatorio o sia stato giustiziato sommariamente. Alleg era sottoposto al gegene e al waterboarding; dopo il suo rilascio, scrisse il suo libro La Question, che descriveva dettagliatamente il suo incontro finale con Audin e la sua esperienza di tortura.
Massu ha incaricato il maggiore Paul Aussaresses di dirigere un'unità speciale per gli interrogatori con sede presso la Villa des Tourelles nel Mustapha Distretto di Algeri. I sospetti di alto valore e i sospettati con informazioni relative a questioni esterne al settore territoriale di un reggimento para saranno passati all'unità di Aussaresses, dove "la tortura era usata come una cosa ovvia". Dopo l'interrogatorio la stragrande maggioranza dei sospetti furono mandati nei campi, mentre quelli ritenuti troppo pericolosi furono portati in una località remota fuori Algeri dove furono uccisi e sepolti. Alla fine di ogni notte Aussaresses scriveva un rapporto a Salan, Massu e al governatore generale Lacoste.
Il 9 febbraio, i paracadutisti del 2º reggimento cacciatori paracadutisti (2e RCP) hanno arrestato un giovane e importante avvocato e simpatizzante dell'FLN Ali Boumendjel. Dopo aver tentato il suicidio Boumendjel ha offerto volontariamente tutto ciò che sapeva, compreso il suo coinvolgimento nell'omicidio di una famiglia europea.
Il 25 febbraio le fonti dell'intelligence di Trinqier hanno localizzato Ben M'hidi che è stato catturato in pigiama da Paras in Rue Claude-Debussy. Il 6 marzo è stato annunciato che Ben M'hidi si era suicidato impiccandosi con la camicia. Bigeard aveva ha trascorso diversi giorni incontrandosi con Ben M'hidi dopo la sua cattura, sperando di sfruttare la rivalità di Ben M'hidi con Ben Bella per indebolire l'FLN. Il giudice Bérard aveva suggerito ad Aussaresses che Ben M'hidi dovesse essere avvelenato con cianuro in un apparente suicidio e più tardi in una riunione di Massu, Trinquier e Aussaresses si decise che Ben M'hidi non avrebbe dovuto essere processato a causa delle ritorsioni che sarebbero seguite la sua esecuzione e così gli Aussaresses e gli uomini del 1º Reggimento Cacciatori Paracadutisti (1e RCP) lo rimossero dalla custodia di Bigeard e lo portarono in una fattoria fuori Algeri dove finsero il suo suicidio impiccandosi.
Il 23 marzo, a seguito di un incontro tra Massu, Trinquier, Fossy-Francois e Aussaresses per discutere sul da farsi con Ali Boumendjel, Aussaresses si è recato nella prigione dove Boumendjel era detenuto e ha ordinato che fosse trasferito in un altro edificio, fu gettato da un ponte sopraelevato al 6º piano e morì.
L'esercito francese ha utilizzato scarpe di cemento sugli algerini che sono stati assassinati sui cosiddetti "voli della morte". Le vittime si chiamavano "crevettes Bigeard", lett. Gamberetti Bigeard, da Bigeard. Secondo Paul Teitgen, segretario generale della polizia francese a Ad Algeri nel 1957, Bigeard mise i piedi della vittima in una bacinella, vi versò del cemento a presa rapida e gettò la persona in mare da un elicottero.